# Публий Антисций
Публий Антисций (Publius Antistius; + 82 пр.н.е.) e римски политик, сенатор и адвокат. Той произлиза от плебейския род Антисции. Дъщеря му Антисция e първата съпруга на Помпей Велики.
Публий Антисций е привърженик на Сула и през 88 пр.н.е. народен трибун, през 86 пр.н.е. едил. През 85 пр.н.е. познатият адвокат Антисций ръководи процес срещу Гней Помпей Магнус. През 82 пр.н.е. Антисций е убит от привържениците на Марий. Съпругата му Калпурния, дъщеря на Луций Калпурний Бестия (консул 111 пр.н.е.) се самоубива след това.